# Puntone di Scarlino
Puntone di Scarlino (ou Portiglioni) est une frazione située sur la commune de Scarlino, province de Grosseto, en Toscane, Italie. Au moment du recensement de 2011 sa population était de 503 habitants.

## Géographie
Le hameau est situé sur le golfe de Follonica dans la côte tyrrhénienne, à 41 km au nord de la ville de Grosseto. C'est une station balnéaire avec un port de plaisance inauguré en 2003. La côte de Puntone, communément appelée baie de Portiglioni, comprend quelques petites criques très populaires pendant l'été : Cala di Terrarossa, Cala Le Donne, Cala Martina, Cala Violina et Cala Civette,.

## Monuments
- Musée archéologique de Portus Scabris (MAPS) : il conserve les vestiges de l'ancien port romain de Portus Scabris trouvés lors de la construction de la marina moderne[2],[3]
- Villa romaine de Puntone Vecchio : ruines d'un immeuble du Ier siècle av. J.-C.[4],[5]
- Monument à Giuseppe Garibaldi (1949), sculpture réalisée par Tolomeo Faccendi (en)[6] et positionnée sur la plage de Cala Martina, où Garibaldi a embarqué le 2 septembre 1849 pour échapper aux gardes papaux[7]